# Ху Аньган
Ху Аньга́н (кит. трад. 胡鞍鋼, упр. 胡鞍钢, пиньинь Hú Āngāng; род. 27 апреля 1953, Аньшань, пров. Ляонин) — китайский обществовед, профессор экономики школы государственной политики и управления Университета Цинхуа, директор центра китаистики в отделении Цинхуа Китайской академии наук.
Степень магистра получил в Пекинском научно-техническом университете (1984). Степень PhD по инженерии получил в Китайской академии наук (1988).
В 1986—2000 гг. член-участник группы китаистики Китайской академии наук.
С 2000 года преподаёт экономику в Университете Цинхуа.
В 2000—2001 гг. приглашённый профессор в японском Университете Кэйо, в 2001 году — в Гарвардском университете.